# Gnadenkapelle (Ascheberg)

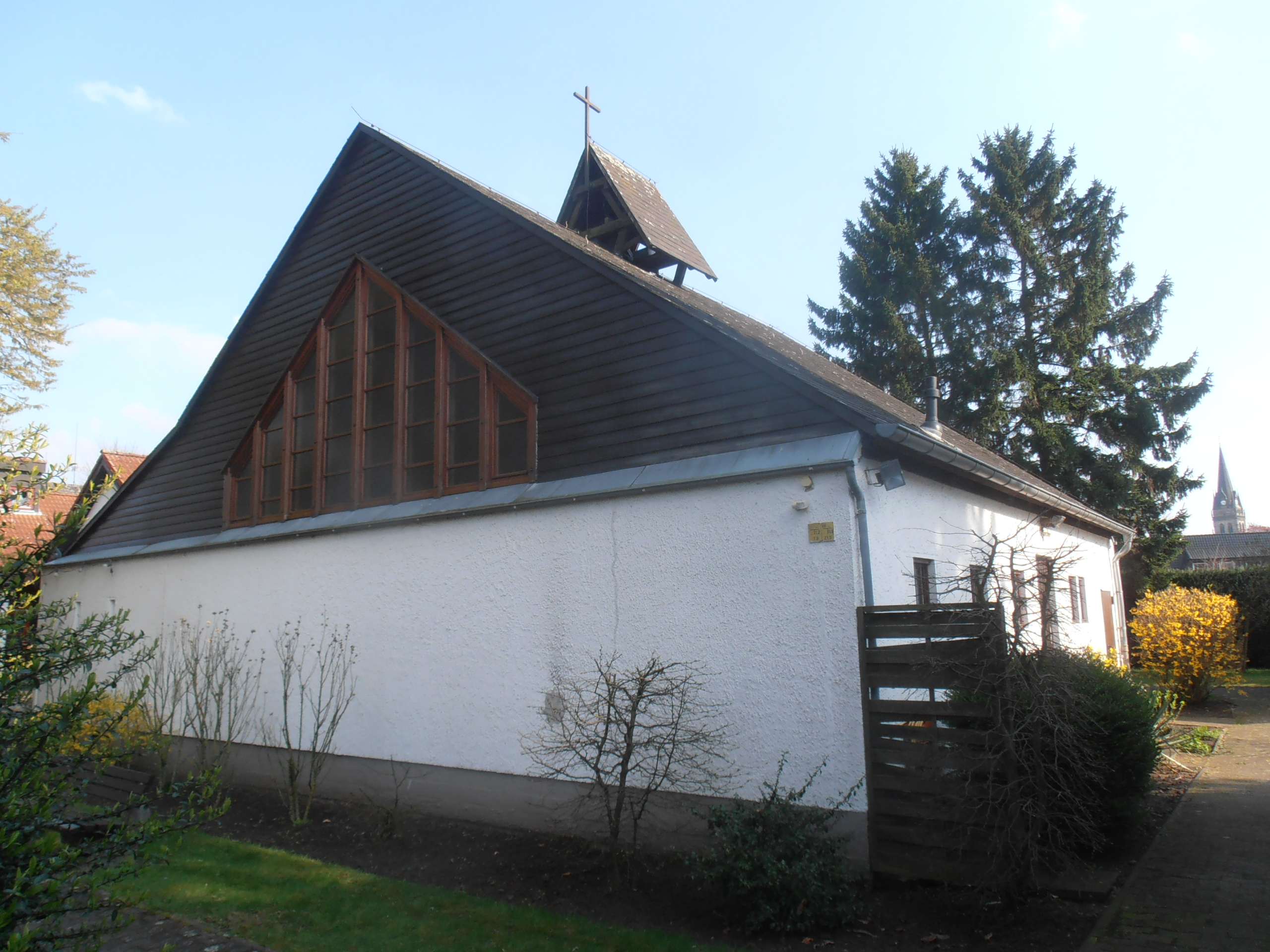
Gnadenkapelle, Blick von Norden

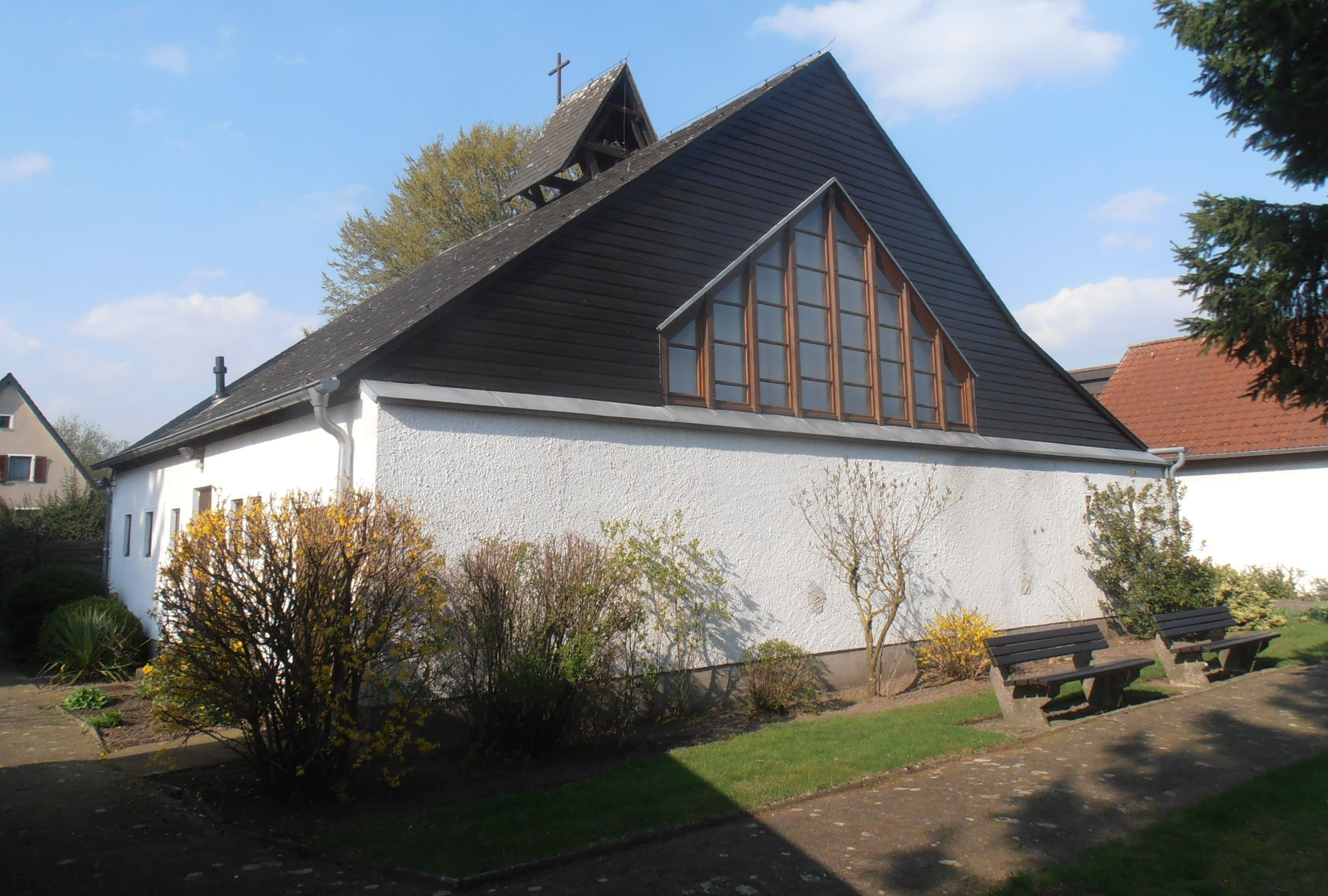
Gnadenkapelle, Blick von Süden

Die evangelische Gnadenkapelle ist ein denkmalgeschütztes Kirchengebäude in Ascheberg, einer Gemeinde im Kreis Coesfeld (Nordrhein-Westfalen).

## Geschichte und Architektur
Ascheberg war während des Zweiten Weltkriegs bis zum Beginn der Evakuierten- und Vertriebenenströme aus den Großstädten und aus Ostdeutschland eine rein katholische Gemeinde. In den Jahren 1945 und später kamen Heimatvertriebene und Evakuierte, die nie den Wunsch gehabt hatten, sich in Ascheberg niederzulassen. Darunter waren auch etliche evangelische Christen. Die Gründer nannten die Kirche Gnadenkirche, weil sie ihr Leben und Überleben als Gnade empfanden.
Der verputzte und verbretterte Saal wurde 1950 von der Amerikanischen Sektion des Lutherischen Weltbundes gestiftet. Der Typenbau, eine sogenannte Bartning-Notkirche, wurde im Rahmen des Diaspora-Kapellen-Programms nach einem Entwurf von Otto Bartning (1883–1959) errichtet.
Am 17. Dezember 1950 wurde die Kapelle eingeweiht. Das Gebäude wurde als Gotteshaus und als Gemeindehaus für Presbyteriumssitzungen und Treffen aller Art genutzt. Das Holztragewerk ist innenliegend. Belichtung des Innenraumes ist durch große Fenster in den Giebeln gewährleistet. Die Altarnische ist bei profanen Veranstaltungen mit Klappläden verschließbar. Das gegenüberliegende Raumkompartiment mit eigenem Kachelofen ist durch Klappläden als Kleiner Saal getrennt nutzbar. Die Kirche ist die einzige ihrer Art in Deutschland, die unverändert den Originalzustand zeigt.